# دشنیتسه
دشنیتسه (به چکی: Dešenice) یک منطقهٔ مسکونی در جمهوری چک است که در ناحیه کلاتووی واقع شده‌است. دشنیتسه ۳۱٫۳۹ کیلومتر مربع مساحت و ۶۷۵ نفر جمعیت دارد و ۵۰۵ متر بالاتر از سطح دریا واقع شده‌است.